# 1317
1317 је била проста година.

## Догађаји
- Википедија:Непознат датум — Свети Никодим је изабран за српског архиепископа.
- Сукоб Србије и Дубровника (1317) је завршен мировним споразумом између Краљевина Србије и Дубровачке републике.